# 한국기상학회
사단법인 한국기상학회(Korean Meteorological Society, KMS)는 기상학의 발전과 대기환경, 기후, 기후변화 등 그 응용 및 보급에 기여하고 나아가 과학 기술에 관한 연구개발, 정보 교환 등을 통하여 국가발전에 기여하는 목적으로 설립된 대한민국의 학술단체이다. 사무실은 서울특별시 마포구 만리재로 14 르네상스타워 1510호에 있다. 
기상학 관련 학회지 검색이나 학술대회와 같은 기후학에 관한 전반적인 학문 활동을 다루고 있으며, 기후학과 관련된 논문검색이 dbpia와 연관되어 가능하다. 관련 사이트의 링크도 제공하고 있다.

## 주요 사업
- 학회지와 학술 간행물의 발간 및 배포
- 학술 대회의 개최
- 학술 자료의 조사, 수집 및 교환
- 학술의 교류
- 기상학 발전을 위한 지원 및 건의
- 기타 학회의 목적달성에 필요한 연구개발 및 수익사업

## 역대 회장
- 국채표 (1963~1968)
- 노재식 (1968.4~1968.6)
- 김진면 (1968.6~1970.4)
- 김성삼 (1970~1972)
- 정창희 (1972~1974)
- 서상문 (1974~1976)
- 김광식 (1976~1978)
- 노재식 (1978~1980)
- 손형진 (1980~1982)
- 성락도 (1982~1984)
- 조희구 (1984~1986)
- 이승만 (1986~1988)
- 김정우 (1988~1990)
- 한영호 (1990~1992)
- 민경덕 (1992~1994)
- 홍성길 (1994~1996)
- 박순웅 (1996~1998)
- 이동규 (1998~2000)
- 문승의 (2000)
- 곽종흠 (2001)
- 전종갑 (2002~2003)
- 정효상 (2004~2005)
- 이태영 (2006~2007)
- 오재호 (2008~2009)
- 변희룡 (2010~2011)
- 윤순창 (2012~2013)
- 안중배 (2014~2015)
- 손병주 (2016~2017)
- 서명석 (2018~2019)
- 전혜영 (2020~2021)
- 하경자 (2022~2023)
- 박선기 (2024~)

## 구성원
- 회장
- 수석부회장
- 부회장(총 4명)
- 총무이사
- 학술이사
- 재무이사
- 편집이사
- 섭외이사
- 교육이사
- 윤리이사
- 발전기획이사
- 연구개발이사
- 기상산업이사
- 국제협력이사
- 홍보이사
- 이사(총 6명)

## 간행물

### Asia-Pacific Journal of Atmospheric Sciences
이는 영문으로 홈페이지(바로가기)를 운영하고 있다. 학술저널이고, 발행주기는 계간이다. ISSN:1976-7633은 발행본이며 1976-7951은 전자책 번호이다. 대기 과학의 모든 분야에서의 연구를 담고 있으며, 아시아 태평양 지역의 대기 환경 문제에 집중되어 있지만, 지역에만 국한되지 않는 포괄적인 학술저널이다.

### 《대기》
한국기상학회가 발행하고 ISSN 1598-3560 학술저널로서 발행주기는 계간이다. 디비피아와 연결되어 원문보기가 가능하다.

### 한국기상학회 학술대회 논문집
한국기상학회의 발행으로 반년간의 발행주기를 가진다. 학술대회의 자료집이다. 역시 디비피아와 연결되어 원문보기가 가능하다.